# L'Affaire Sternberg
Pour plus de détails, voir Fiche technique et Distribution.
L'Affaire Sternberg est un film français de moyen métrage écrit et réalisé par Robert Péguy, sorti en 1934.

## Fiche technique
- Titre : L'Affaire Sternberg
- Scénario et réalisation : Robert Péguy
- Assistante-réalisatrice : Paule Péguy
- Directeur de la photographie : Nicolas Hayer
- Musique : Vincent Scotto
- Production :  Éclair-Journal
- Pays de production :  France
- Format :  Noir et blanc - 1,37:1 - 35 mm - son mono
- Genre : Moyen métrage
- Durée : 33 minutes
- Date de sortie : 
  - France : 1934

## Distribution
- André Roanne : Maître Armand Lorette, un jeune avocat honnête mais sans cause
- Louis Florencie : Sternberg, un financier qu'il réussit à faire acquitter
- Ginette Gaubert : Loulou
- Jeanne Fusier-Gir : Madame Bechu
- Marcel Le Marchand : La Roumette
- Henri Hennery : Pernod